# Winona (Mississippi)
Winona ist eine City und zugleich County Seat (Verwaltungssitz) von Montgomery County des US–Bundesstaates Mississippi. Das U.S. Census Bureau hat bei der Volkszählung 2020 eine Einwohnerzahl von 4505 ermittelt.
In der Gegend ist Winona durch die dortige Kreuzung von Interstate 55 und U.S. Highway 82 als „Der Knotenpunkt von Nord-Mississippi“ (The Crossroads of North Mississippi) bekannt.

## Geschichte

### Middleton
Middleton war eine Kleinstadt, die westlich des heutigen Winona lag. Gelegentlich wird sie als Vorgängerin des heutigen Winonas bezeichnet. Der Ort verlor an Bedeutung, als die in Nord-Süd-Richtung verlaufende Mississippi Central Railroad 1860 durch das Gebiet des späteren Winona statt durch Middleton geführt wurde.

### Winona
1848 ließ Colonel O.J. Moore sich als erster Siedler an der Stelle, an der heute Winona liegt, nieder. Der ursprünglich aus Virginia stammende Colonel errichtete eine Farm auf seinem Grundstück, durch das 1860 auch die Eisenbahn gebaut wurde. Die Eisenbahnhaltestelle wurde nahe der Farm gebaut, und durch einen Zustrom von Siedlern blühte Winona schnell zu einem geschäftigen Ort auf. Ursprünglich lag Winona im Carroll County und wurde am 2. Mai 1861 als Town eingetragen. Captain William Witty, ein früher Siedler, war jahrelang wichtiger Kaufmann und gründete die erste Bank in Winona. Andere frühe Siedler waren die Familien Curtis, Burton, Palmer, Spivey, Townsend, Hart, Turner und Campbell. Die ersten Geschäfte in der Stadt waren vor allem Lebensmittelläden. 1871 wurde das Montgomery County aus Teilen von anderen Countys erschaffen, darunter auch der Teil des Carol County, in dem Winona lag. Winona wurde aufgrund seiner guten Lage zum Verwaltungssitz des Montgomery County. 1878 herrschte eine Gelbfieber-Epidemie in der Gegend und tötete viele Einwohner oder führte dazu, dass sie die Stadt verließen. 1888 zerstörte ein großes Feuer fast alle Geschäfte der Stadt. 40 der damals 50 Geschäfte brannten komplett aus. 1889 wurde Winona zum Bahnknoten, als die in Ost-West-Richtung verlaufende Bahnstrecke Columbus–Greenville eröffnet wurde.
Am 9. Juni 1963 wurden die schwarze Bürgerrechtsaktivistin Fannie Lou Hamer und ihre Begleiter auf dem Rückweg von einer Bildungsveranstaltung in Charleston durch weiße Polizisten auf Basis falscher Anschuldigungen festgenommen. Im lokalen Gefängnis wurden sie durch Polizisten und zwei Mithäftlinge schwer verletzt, unter anderem durch dauerhafte Schädigung einer Niere. Während eines Stopps in Winona wurde Martin Luther King Jr. von dem einheimischen Barbier, Ryan Lynch, in einen Hinterhalt gelockt und konnte nur durch seinen Leibwächter, Garrit Howard, gerettet werden.

## Demografie
Beim United States Census 2010 lebten in Winona 5043 Menschen, davon 52,8 % afroamerikanischer Herkunft, 45,8 % weißer Abstammung, 0,6 % asiatischer Herkunft, 0,2 % uramerikanischer Herkunft, 0,4 % mit mehr als zwei Herkunftsländern und 0,7 % anderer Herkunft.
Beim United States Census 2000 lebten in Winona noch 5482 Menschen in 2098 Haushalten und 1456 Familien. Von den 2098 Haushalten hatten 32,9 % Kinder unter 18 Jahren, 41,5 % lebten zusammen oder waren verheiratet, 24,3 % hatten eine Frau als Familienoberhaupt und keinen Mann im Haushalt und 30,6 % waren Single-Haushalte. 15,2 % der Haushalte wurden alleine von Personen über 65 belebt. Die durchschnittliche Personenanzahl pro Haushalt war 2,55 und pro Familie durchschnittlich 3,14.
Die Bevölkerung war aufgeteilt, in 27,9 % Personen unter 18 Jahren, 9,1 % Personen zwischen 18 und 24, 24,1 % zwischen 25 und 44, 20,8 % zwischen 45 und 64 und 18,1 % über 65 Jahre alt. Das Durchschnittsalter betrug 37 Jahre. Auf 100 Frauen kamen 78,1 Männer und bei Personen unter 18 Jahren 70,2 Männer.
Das Durchschnittseinkommen eines Haushaltes betrug 25.160 $ und das einer Familie betrug 31.619 $. Das Durchschnittsgehalt für Männer betrug 30.163 $ und das für Frauen 17.549 $. Das Pro-Kopf-Einkommen betrug 14.700 $. 24,5 % der Familien und 27,4 % der Personen lebten unter der Armutsgrenze.

### Söhne und Töchter der Stadt
- E. W. Hammons (1882–1962), Film-Produzent[4]
- William Billingsley (1887–1913), Marinepilot
- Roebuck Staples (1914–2000), Gospel- und R&B-Musiker
- Little Sammy Davis (1928–2018), Bluesmusiker
- Donald H. Peterson (1933–2018), Astronaut
- Jane Holmes Dixon (1937–2012), vorläufiger Episkopaler Bischof von Washington
- Chip Oliver (* 1944), NFL-Footballspieler[5]
- Wade Griffin (* 1954), NFL-Footballspieler
- James Michael Tyler (1962–2021), Schauspieler
- Todd Auer (* 1965), NFL-Footballspieler
- Chris White (* 1983), NFL-Footballspieler
- D’Wayne Eskridge (* 1997), American-Football-Spieler

## Klima
| Monatliche Durchschnitts, höchst und tiefst Temperatur |      |      |      |      |      |      |      |      |      |      |      |      |
| Monat                                                  | Jan  | Feb  | Mär  | Apr  | May  | Jun  | Jul  | Aug  | Sep  | Okt  | Nov  | Dez  |
| Rekord Hoch °C                                         | 26   | 29   | 31   | 33   | 36   | 38   | 40   | 39   | 40   | 36   | 31   | 28   |
| Normal Hoch °C                                         | 11   | 14   | 18   | 22   | 26   | 29   | 32   | 31   | 28   | 23   | 18   | 13   |
| Normal Tief °C                                         | −2   | −1   | 3    | 7    | 13   | 17   | 19   | 18   | 15   | 7    | 3    | −1   |
| Rekord Tief °C                                         | −23  | −18  | −13  | −4   | 2    | 4    | 9    | 10   | 1    | −3   | −11  | −19  |
| Niederschlag                                           | 5,41 | 4,65 | 6,36 | 5,52 | 5,05 | 4,27 | 4,48 | 3,16 | 3,62 | 3,32 | 5,07 | 6,13 |
| Source: weather.com                                    |      |      |      |      |      |      |      |      |      |      |      |      |

## Bildung

### Öffentliche Schulen
- Winona Separate School District
- Winona Vocational Complex

### Private Schulen
- Winona Christian School

## Media

### Zeitungen
- The Winona Times

### Radiosender
- 95.1 WONA: Country-Musik